# Escut d'Alcalalí
L'escut d'Alcalalí és un símbol representatiu oficial d'Alcalalí, municipi del País Valencià, a la comarca de la Marina Alta. Té el següent blasonament:
| « | Escut quadrilong de punta redona. Truncat desigual. Al primer, un agnus dei al natural en camp d'atzur. Al segon, d'or, un lleó rampant al natural, amb una flor de lis a la boca i una altra en les mans, ambdues d'atzur. Al timbre, corona reial oberta. | » |

## Història

Representació de l'escut anterior (1956-2010).

L'escut fou aprovat per Resolució de 15 de novembre de 2010, de la Conselleria de Solidaritat i Ciutadania, publicada al DOGV núm. 6.401, de 19 de novembre de 2010. La resolució fou esmenada en el DOCV núm. 6.453, de 4 de febrer de 2011. Es tracta d'una modificació de l'escut oficialitzat el 1956 pel Ministeri de la Governació, segons la Resolució de 3 d'abril.
L'anyell pasqual de la primera partició és el senyal de sant Joan Baptista, patró del poble, venerat a l'ermita de Sant Joan de Mosquera. A sota, les armes dels Roís de Liori, barons d'Alcalalí i Mosquera durant segles.